# Murray Falls
Murray Falls är ett vattenfall i Australien. Det ligger i delstaten Queensland, omkring 1 300 kilometer nordväst om delstatshuvudstaden Brisbane.
Runt Murray Falls är det mycket glesbefolkat, med 4 invånare per kvadratkilometer.. 
I omgivningarna runt Murray Falls växer i huvudsak städsegrön lövskog.  Genomsnittlig årsnederbörd är 1 260 millimeter. Den regnigaste månaden är februari, med i genomsnitt 317 mm nederbörd, och den torraste är september, med 6 mm nederbörd.